# 壽町 (基隆市)

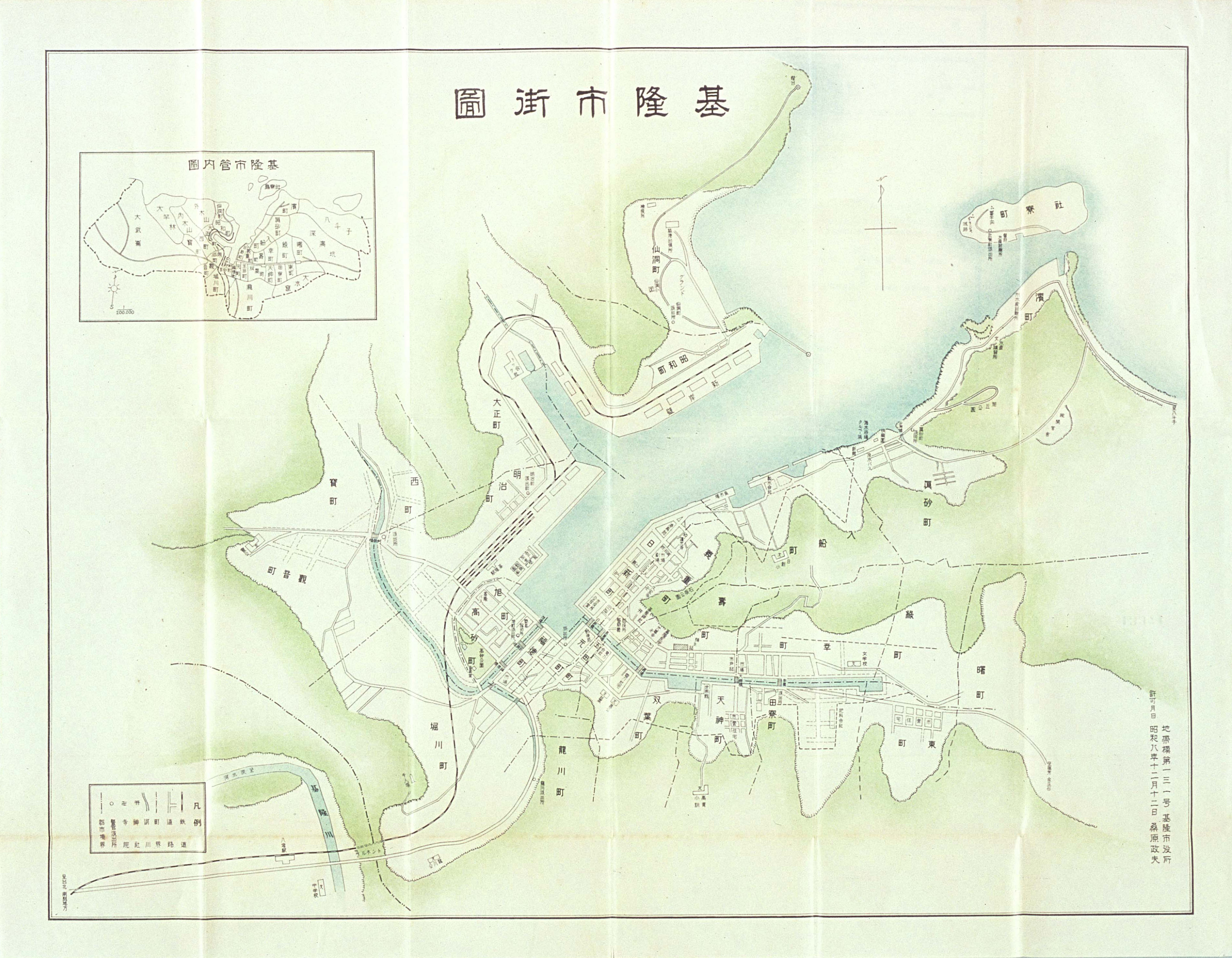
基隆市街圖

壽町為台灣日治時期臺北州基隆市的一個町，於基隆市自昭和6年（1931年）10月1日實施町名改正後設置，位於基隆無線電信局至基隆醫院一帶；當地原屬於基隆市大字基隆和田寮港。
壽町約為現今地籍中正段一至三小段的範圍，約為信義區仁壽里、仁義里和義昭里。

## 町內設施
- 基隆醫院（今衛生福利部基隆醫院）
- 基隆登記所
- 臺北地方法院基隆出張所
- 神戶製竹株式會社基隆出張所
- 臺陽鑛業株式會社[3]

基隆醫院入口玄關

- 淨土真宗本願寺派蓬萊山光尊寺（現 極樂寺）
- 市尹邸